# Castillo de la Aragonesa (Marmolejo)
El castillo de La Aragonesa se encuentra en el paraje de La Aragonesa, cercano al poblado de San Julián y próximo al límite provincial entre Córdoba y Jaén.
Durante la dominación islámica, Marmolejo debió ser una pequeña aldea o cortijo pues, apenas aparece mencionada en las crónicas, hasta el año 1311 en las que aparece mencionada como parroquia. Contó con un pequeño castillo, en el que se encontraba la ermita de San Lorenzo. De este castillo tan sólo se tiene noticias de que en el siglo XV estuvo en disputa entre el marqués de Villena y el condestable Miguel Lucas de Iranzo.
El asentamiento medieval mejor conservado en su término es el castillo de la Aragonesa, de origen islámico, que tras la conquista se aprovechó para transformarlo en residencia palaciega.
Bajo la protección de la Declaración genérica del Decreto de 22 de abril de 1949, y la Ley 16/1985 sobre el Patrimonio Histórico Español. En el año 1993 la Junta de Andalucía otorgó reconocimiento especial a los castillos de la comunidad autónoma de Andalucía.
Actualmente está en manos de un particular, presentando su estado grandes desperfectos en su estructura lo cual hace temer por su conservación. Prueba de ello es la preocupación mostrada tanto por el vecino ayuntamiento de Villa del Río como por la Asociación para la Defensa del Patrimonio Fuente Agria, de Marmolejo.